# حاجي آباد (قرية)
حاجي آباد (بالفارسية: حاجى آباد) (بالإنجليزية: Hajjiabad)‏، قرية في ناحية صحراء باغ (بالفارسية: بخش صحراى باغ)، قسم صحراء باغ الريفي، مقاطعة لارستان، محافظة فارس، إيران. يبلغ عدد سكانها حسب إحصاء عام 2006 ميلادية 87 نسمة في 18 عائلة.